# 1990年2月9日月食
1990年2月9日月食为一次在协调世界时1990年2月9日出現的月全食。該次月食半影食分為2.145、全影食分為1.080。偏食維持了102分，全食維持22分。

## 概述
這次月食的食分是9.53，偏食維持了102分，全食維持22分。

## 基本參數
- 類型：月全食
- 食甚資料：
  - 日期：1990年2月9日
  - 時間：19:11
  - 月球位置：赤經9.53度、赤緯14.2度
  - 食分：半影食分：2.145、全影食分：1.080
  - 持續時間：偏食102分、全食22分

## 外部連結
- NASA月食專頁（页面存档备份，存于）（英文）